# Józef Gierszewski
Józef Franciszek Gierszewski ps. „Ryś”, „Szulc”, „Gozdawa”, „Ordon” (ur. 5 grudnia 1900 w Prądzonie, zm. między 19 a 24 czerwca 1943 lub na przełomie czerwca i lipca 1943 roku w leśniczówce Dywan pod Kaliszem Kaszubskim) – oficer rezerwy Wojska Polskiego (porucznik), pedagog, działacz społeczny na Kaszubach, przywódca organizacji konspiracyjnej Wolność i komendant naczelny Tajnej Organizacji Wojskowej „Gryf Pomorski” w okresie od lipca 1942 do 17 lutego 1943.

## Życiorys
Był synem rolnika Leona Gierszewskiego i Ewy z domu Pruskiej. 12 września 1918 został wcielony do armii niemieckiej, w której służył w 61. zapasowym pułku piechoty w Świeciu nad Wisłą. 15 lutego 1920 wstąpił jako ochotnik do odrodzonego Wojska Polskiego i otrzymał przydział do 2. baterii 16. Pułku Artylerii Ciężkiej w Toruniu. Po ukończeniu kursu łączności telefonicznej trafił do 2. baterii 16. Pułku Artylerii Polowej w Toruniu. Brał udział ze swoim pułkiem w wojnie polsko-bolszewickiej od 7 czerwca 1920 do 1 lutego 1921 jako kanonier-telefonista. Walczył m.in. pod Mławą, Działdowem, Brodnicą, Motorytą, Dywinem i nad Kanałem Ogińskiego. W okresie od lutego do czerwca 1921 uczestniczył w kursie oświatowym przy Dowództwie Okręgu Generalnego Pomorze, po zakończeniu którego wrócił do 16. pap na stanowisko podoficera oświatowego. 19 grudnia 1921 został przeniesiony do rezerwy w stopniu kaprala. W 1922 w Brusach odbył kurs nauczycieli pomocniczych szkół powszechnych. Rozpoczął pracę pedagogiczną w szkole w miejscowości Wojsk. 26 maja 1925 zdał maturę w Państwowym Seminarium Nauczycielskim w Kościerzynie. Następnie kontynuował karierę nauczycielską, pracując w szkołach w Przymuszewie, Czarnowie i Brusach. Od 1 lutego do 24 sierpnia 1929 przeszedł skrócony kurs w Szkole Podchorążych Rezerwy Piechoty w stopniu plutonowego rezerwy i otrzymał przydział mobilizacyjny do 65. Pułku Piechoty. Wkrótce ukończył państwowy wyższy kurs nauczycielski w Krakowie, po którym rozpoczął pracę w szkole w Kowalewie Pomorskim. 
9 grudnia 1930 otrzymał awans do stopnia podporucznika rezerwy. Prowadził szeroką działalność społeczną, będąc członkiem m.in. Związku Strzeleckiego, Związku Powstańców i Wojaków, Przysposobienia Wojskowego. Pełnił także funkcję prezesa Bezpartyjnego Bloku Współpracy z Rządem w Kowalewie Pomorskim. W 1936 napisał książkę pt. Historia miasta Kowalewa w zarysie. Wkrótce awansował do stopnia porucznika. W tym czasie został kierownikiem Szkoły Powszechnej nr 2 w Chełmży. 19 marca 1937 Prezes Rady Ministrów Sławoj Składkowski nadał mu Srebrny Krzyż Zasługi. 30 sierpnia 1939 został zmobilizowany najprawdopodobniej do 4. Batalionu Zapasowego 65. pp w ramach 16. Dywizji Piechoty. Brał udział w wojnie obronnej w 1939. 25 września dostał się do niewoli niemieckiej koło Rawy Ruskiej, ale zdołał uciec z transportu jenieckiego. Pod koniec października powrócił na Pomorze. 
Prawdopodobnie próbował odtworzyć siatkę dywersji pozafrontowej. Jednakże wobec perspektywy długotrwałej okupacji postanowił zorganizować w Borach Tucholskich grupę konspiracyjną pod nazwą Wolność. Na początku 1942 włączył ją w skład Tajnej Organizacji Wojskowej „Gryf Pomorski”. Na wniosek I prezesa Rady Naczelnej ppłk. rez. księdza Józefa Wryczy ps. „Rawycz” od maja do lipca 1942 sprawował funkcję komendanta naczelnego organizacji. Dzięki zdolnościom organizacyjnym oraz przygotowaniu wojskowemu i dywersyjnemu w krótkim czasie doprowadził do silnego wzmocnienia pionu wojskowego Tajnej Organizacji Wojskowej „Gryf Pomorski”, a także rozszerzenia jego wpływów. Opowiadał się zdecydowanie za scaleniem ze Związkiem Walki Zbrojnej-Armią Krajową, co doprowadziło do sporu z faktycznym przywódcą organizacji Józefem Dambkiem, który był z kolei zwolennikiem zachowania samodzielności. Konflikt zaogniły oskarżenia pod adresem Józefa Dambka m.in. o niewłaściwy system dowodzenia, zbyt duże upolitycznienie organizacji oraz stosowanie złych metod konspiracyjnych (przechowywanie spisów wszystkich członków organizacji). W odpowiedzi Gierszewski został przez Dambka oskarżony o defraudację 3 tys. marek, rzekomą zdradę na rzecz Niemców i prowadzenie niemoralnego trybu życia.
17 lutego 1943 por. Józef Gierszewski został pozbawiony funkcji komendanta naczelnego przez Józefa Dambka i jego zwolenników. Pomimo tego usiłował nadal dowodzić organizacją, nadal prowadząc rozmowy scaleniowe z Armią Krajową. Między 19 a 24 czerwca 1943 roku został zamordowany w schronie leśnym pod Kaliszem Kaszubskim. W źródłach można również przeczytać, że Gierszewski został zamordowany na przełomie czerwca i lipca. 19 marca 1960 miała miejsce ekshumacja jego zwłok i zostały one uroczyście pochowane w Borzyszkowych.
Tablice upamiętniające Józefa Gierszewskiego znajdują w szkołach w Borzyszkowych i Chełmży.